# One More Story
One More Story è il terzo album in studio da solista del cantante statunitense Peter Cetera, pubblicato nel 1988.

## Tracce
1. Best of Times – 4:13
2. One Good Woman – 4:35
3. Peace of Mind – 4:25
4. Heaven Help This Lonely Man – 4:25
5. Save Me – 4:21
6. Holding Out – 5:12
7. Body Language (There in the Dark) – 4:44
8. You Never Listen to Me – 4:54
9. Scheherazade – 5:28
10. One More Story – 3:41